# La Petite Fille au ballon
La Petite Fille au ballon (en anglais : Girl with Balloon) est une série d'œuvres d'art urbain par Banksy, une peinture au pochoir apparue pour la première fois en 2002 à Londres sur le pont de Waterloo à South Bank. Elle représente une petite fille qui tend la main vers un ballon en forme de cœur.
Une version ultérieure de cette œuvre, dans un cadre créé par l'artiste, a été vendue aux enchères le 5 octobre 2018. Immédiatement après le coup de marteau final, l’œuvre s'est autodétruite sous les yeux incrédules des acheteurs et des spectateurs, stupéfaits de voir l'œuvre partir en morceaux. Banksy affirme, vidéo à l'appui, que c'est lui-même qui avait, dès l'origine, dissimulé une déchiqueteuse dans le cadre, pour le cas où le détenteur de son œuvre tenterait de la revendre aux enchères.

## Description
C'est un graffiti réalisé à l'aide de pochoirs, situé sur des escaliers à Londres. Le graffiti représente une petite fille dans une robe noire, qui tend la main vers un ballon rouge en forme de cœur qui s'envole. À la droite de la jeune fille est inscrit There is always hope  (en français : « Il y a toujours de l'espoir »). L'inscription et le ballon sont à la même hauteur. L'œuvre est composée de trois couleurs : rouge, noir et blanc. Cette œuvre peut etre interprétée différemment notamment par de la nostalgie, de l’espoir, de l‘ innocence ou bien de la fugacité

## Historique
L'œuvre est retirée d'un mur de l'Est Londonien pour être mise aux enchères par Sincura Group dans une vente intitulée « Stealing Banksy ». Elle est vendue à 500 000 £ en 2014 à Sotheby's.

### #WithSyria
En mars 2014, pour le troisième anniversaire du conflit en Syrie, Banksy a revisité son œuvre qu'il a publiée sur son site internet. Il voile la petite fille afin d'illustrer une réfugiée syrienne et ajoute le hashtag #WithSyria, une campagne de soutien aux enfants syriens organisée aux côtés d'ONG, comme Amnesty International.
Sur le site web de Banksy, apparaissait la phrase : 
« Le 6 mars 2011 dans la ville syrienne de Deraa, 15 enfants ont été arrêtés et torturés pour avoir peint des graffitis anti-autorité. Les manifestations qui ont suivi leur détention ont entraîné une flambée de violence dans tout le pays qui allait voir une révolte interne se transformer en guerre civile qui a fait déplacer 9,3 millions de personnes. »
Il appelle à se mobiliser le jeudi 13 mars dans une vidéo d'animation pour marquer l'anniversaire des trois ans du conflit. C'est Idris Elba qui narre les explications dans la vidéo, avec une musique exclusivement créée par le groupe britannique Elbow.  Les participants sont invités à lâcher des ballons dans leurs villes respectives. L'image fut projetée sur la Tour Eiffel et la colonne Nelson à Londres.

### Controverse
Le chanteur canadien Justin Bieber s'est offert le tatouage — sur son avant-bras — d'une copie de La Petite Fille au ballon, ce qui n'a pas échappé à Banksy qui a ensuite reposté la photo sur Instagram avec pour légende « Controversé ». Le lendemain de cette polémique, où les fans de l'artiste se sont insurgés, le graffeur a publié le dessin original avec en légende « Retour à la réalité[réf. nécessaire].

### Législatives britanniques
Pour les législatives de 2017, Banksy a annoncé sur ses réseaux sociaux qu'il offrirait une oeuvre à tous ceux qui voteraient contre Theresa May. Il avait l'intention d'offrir une version revisitée, de La Petite Fille au Ballon en édition limitée. Il annonçait « une édition limitée gratuite si vous votez à Bristol. Envoyez une photo de votre bulletin de vote montrant que vous avez voté contre le candidat conservateur ! »
Sa version revisitée est la petite fille qui tend la main vers le ballon qui est désormais un ballon aux couleurs du drapeau britannique.
Toutefois, la police intervint en signalant qu'accepter un cadeau en échange d'un vote est une infraction pénale. Banksy a alors annoncé qu'il retirait son offre.